# Szilárd Németh
Szilárd Németh ['silaːrd 'neːmɛt] (* 8. August 1977 in Komárno) ist ein ehemaliger slowakischer Fußballspieler, der der ungarischen Minderheit in der Slowakei angehört.
Németh begann seine Karriere bei Slovan Bratislava und wechselte dann zum ostslowakischen 1. FC Košice. Nachdem er dort 12 Tore in 18 Spielen erzielt hatte, wurde er für ein halbes Jahr vom tschechischen Spitzenklub Sparta Prag ausgeliehen. Nächste Station war der slowakische Verein Inter Bratislava. Nachdem auch Inter Mailand an ihm interessiert war, unterschrieb er 2001 einen Vertrag in der FA Premier League beim FC Middlesbrough, der fast 7 Millionen Euro Ablöse für ihn zahlte.
Während der vier Jahre bei Middlesbrough hatte er nie einen Platz in der Startelf sicher. Während der Saison 2005/06 gab es Gerüchte um einen Wechsel zum UEFA-Pokal-Sieger ZSKA Moskau. Németh verletzte sich früh in der Saison bei einem Spiel gegen den FC Liverpool und konnte einige Monate nicht spielen. Im Januar 2006 wurde er an Racing Straßburg ausgeliehen, wo er nach dem Abstieg des Vereins im Sommer 2006 keine Vertragsverlängerung erhielt. Im August 2006 unterschrieb er einen Zweijahresvertrag bei Alemannia Aachen, der eine Ausstiegsklausel bei einem Abstieg der Aachener sowie eine festgeschriebene Ablösesumme nach einem Jahr enthielt. Aufgrund einer für ihn fast tödlich endenden Lungenembolie stand er in der Saison fast nicht auf dem Platz, kam erst in den letzten beiden Saisonspielen länger zum Einsatz und erzielte immerhin einen Treffer. Am Ende der Saison entschied sich Nemeth, trotz deren Abstiegs bei der Alemannia zu bleiben, traf für sie in der Saison 2007/08 neun Mal und einigte sich mit ihr schließlich im Mai 2008 auf eine Vertragsverlängerung bis 2010. Jedoch entschied sich der Verein im März 2010 gegen ein weiteres Engagement Nemeths in der folgenden Spielzeit. Nach seinem Engagement bei der Alemannia machte Nemeth eine einjährige sportliche Auszeit. Im Jahr 2011 kehrte er zum Fußballsport zurück und ging nach Österreich zum Niederösterreichischen 1. Klasse Ost – Verein FK Hainburg.
Németh spielte in der slowakischen Fußballnationalmannschaft und war mit 22 Toren in 59 Spielen Rekordtorschütze seines Landes, bis Róbert Vittek am 28. Juni 2010 seinen Rekord brach.
Er wurde im Jahr 2000 zum Spieler des Jahres in seinem Heimatland gewählt.